# 芒廷萊克 (明尼蘇達州)
芒廷萊克（英語：Mountain Lake）是一個位於美國明尼蘇達州卡頓伍德縣的城市。

## 人口
根據2020年美國人口普查的數據，芒廷萊克的面積為4.27平方千米，當中陸地面積為4.23平方千米，而水域面積為0.04平方千米。當地共有人口1999人，而人口密度為每平方千米468人。